# Volo Tatarstan Airlines 363
Il volo Tatarstan Airlines 363 era un volo di linea della Tatarstan Airlines che collegava gli aeroporti di Mosca-Domodedovo e di Kazan'. Il 17 novembre 2013, l'aeromobile in servizio sulla tratta, un Boeing 737-500, precipitò in fase di atterraggio all'aeroporto di destinazione provocando la morte di tutti i 50 presenti a bordo, 44 passeggeri e 6 membri dell'equipaggio. L'incidente comportò la chiusura temporanea dell'aeroporto.

## L'aereo
Il velivolo andato distrutto nell'incidente era un Boeing 737-500 in servizio da 23 anni; di proprietà della Ansett Worldwide Aviation Services, era stato dapprima noleggiato alla Euralair (1990-1992 registrazione F-GGML), poi alla Air France (1992-1995), quindi alla Uganda Airlines (1995 -1999, 5X-USM), poi alla Rio Sul (2000-2005, PT-SSI), Blue Air (2005-2008, YR-BAB), Bulgaria Air (2008, LZ-BOY) e infine alla Tatarstan (2008-2013, VQ-BBN). Nella lunga storia dell'aeromobile, si segnalano due precedenti incidenti: nel dicembre 2001 quando, parte della flotta della Rio Sul Serviços Aéreos Regionais, il carrello principale si ruppe in fase di atterraggio all'aeroporto di Belo Horizonte-Tancredo Neves senza provocare nessuna vittima; un secondo problema si riscontrò il 26 novembre 2012 a Kazan, quando l'equipaggio fu costretto ad eseguire un atterraggio di emergenza dovuto a problemi di pressurizzazione.

## L'incidente

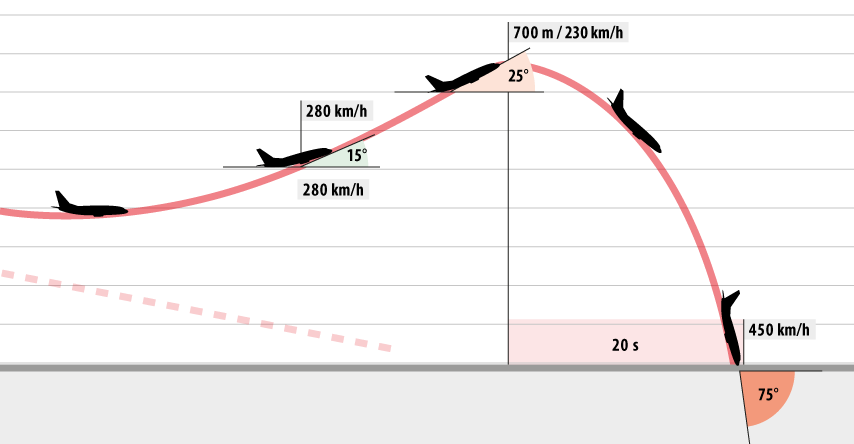
Il profilo di volo dell'aereo nell'ultima tratta.

Il Boeing era regolarmente decollato alle ore 18:20 locali di domenica 17 novembre dall'aeroporto di Mosca-Domodedovo per un volo di circa 700 chilometri diretto allo scalo di Kazan, nella Repubblica del Tatarstan, dove sarebbe dovuto atterrare verso le 19,30. Il pilota, dopo avere tentato senza successo un primo tentativo di atterraggio sulla pista 11/29 a causa del maltempo, effettuò una riattaccata a cui seguì poi il tentativo che risultò fatale: secondo alcuni testimoni, l'aereo avrebbe perso quota improvvisamente, si sarebbe poi schiantato al suolo e sarebbe esploso prendendo fuoco.
Dalle testimonianze emerse nelle ore successive alla tragedia si apprese che il comandante del Boeing, capitano Rustam Sulikhov, avrebbe segnalato alla torre di controllo che il velivolo era "non configurato per la fase di atterraggio" durante il primo approccio alla pista: presumibilmente la posizione dei flap o dei carrelli non era quella prevista e richiesta per quella fase del volo; il comandante segnalava quindi che avrebbe cercato di verificare il motivo della non-configurazione durante un "go around" prima di un secondo tentativo di atterraggio. Tuttavia, all'evidenza dei fatti, l'aereo sarebbe successivamente precipitato verticalmente al suolo come accade solitamente in situazioni di stallo determinate da una risalita troppo verticale dopo un tentativo fallito di atterraggio. Fonti ufficiose rivelarono che il comandante non avrebbe avuto sufficiente esperienza per una manovra come quella effettuata, nonostante il bagaglio di 2 500 ore di volo accumulate nella sua carriera.
A bordo del velivolo risultavano presenti anche il figlio del Presidente del Tatarstan Rustam Minnikhanov, Irek, e il capo della sezione tatara dei Servizi federali per la sicurezza della Federazione russa, generale Alexander Antonov.

## Le indagini

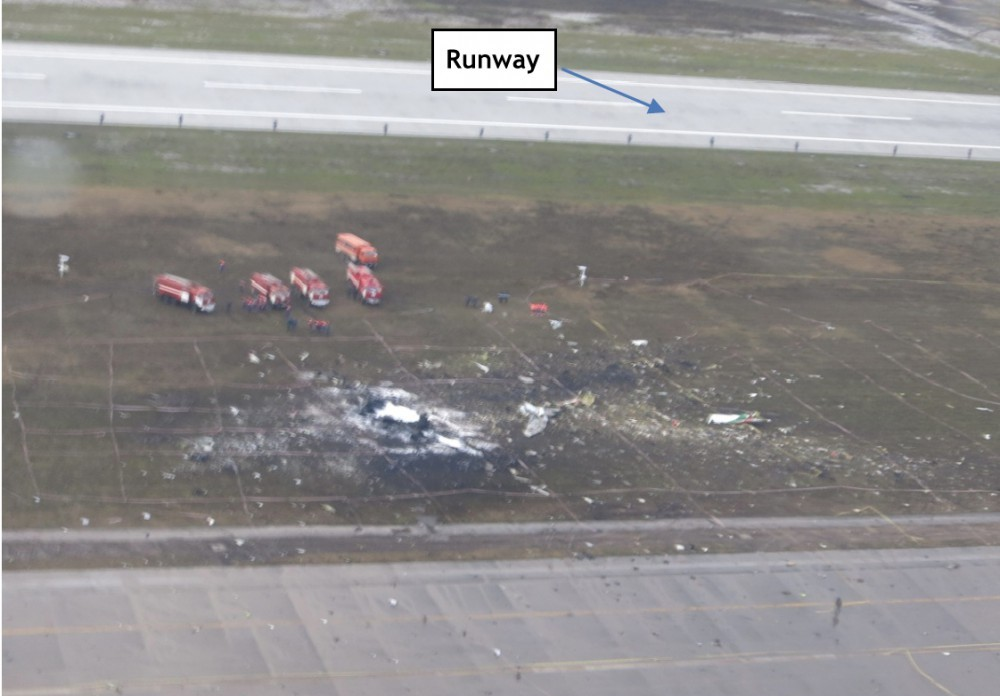
Il luogo dell'incidente del volo 363.

L'Interstate Aviation Committee avviò un'inchiesta sull'accaduto inviando ispettori sul posto il 18 novembre. Entrambe le scatole nere vennero recuperate lo stesso giorno. Il National Transportation Safety Board inviò un team di esperti per accertare le cause del disastro.
Il 19 novembre, Aksan Giniyatullin, direttore della Tatarstan Airlines, dichiarò che sebbene l'equipaggio fosse esperto, il comandante dell'aereo potrebbe non aver avuto esperienza nell'eseguire una manovra di riattaccata. Pochi istanti prima dell'incidente, il pilota aveva informato la torre di controllo che l'aereo non era correttamente configurato per l'atterraggio e aveva iniziato un go-around, prima di precipitare al suolo come se fosse in stallo. Gli investigatori dichiararono che tra le possibili cause dell'incidente vi erano malfunzionamenti tecnici ed errori del pilota.
Il 22 novembre, il Air Accidents Investigation Branch (AAIB) britannico annunciò di essersi unito alle indagini e di aver inviato degli investigatori a Kazan.

### Rapporti ufficiali
Secondo il rapporto penale, pubblicato il 14 novembre 2019 dal Comitato Investigativo della Russia, l'indagine stabilì che l'incidente era stato il risultato diretto di azioni errate da parte del comandante (Salikhov) e del primo ufficiale (Gutsul). In base alle informazioni ottenute durante l'indagine, Salikhov non aveva sufficienti capacità di pilotaggio e gli era stato concesso di pilotare sulla base di documenti falsificati.
Il 19 novembre 2013, la commissione d'inchiesta dell'IAC ha riportato i seguenti dettagli dopo aver recuperato alcune informazioni dal registratore dei dati di volo:
- Durante l'avvicinamento finale, l'equipaggio di volo non era riuscito a seguire il profilo di atterraggio standard definito dalla documentazione di regolamentazione. Avendo capito che l'aeromobile non era allineato correttamente rispetto alla pista, l'equipaggio aveva fatto rapporto all'ATC e aveva iniziato la riattaccata utilizzando la modalità TO/GA (take off/go around). Uno dei due autopiloti, attivo durante l'avvicinamento finale, era stato spento e il volo veniva controllato manualmente.
- I motori avevano raggiunto un livello di spinta prossimo al massimo. L'equipaggio aveva retratto i flap da 30 a 15 gradi.
- Sotto l'effetto del momento ascendente generato dalla spinta dei motori, l'aereo aveva iniziato a salire, raggiungendo un angolo di beccheggio di circa 25 gradi. La velocità dell'aria indicata iniziò a diminuire. L'equipaggio ritirò il carrello d'atterraggio. Dall'inizio della manovra di go-around fino a questo momento, l'equipaggio non aveva eseguito azioni di controllo attraverso la barra di comando.
- Dopo che la velocità dell'aria era diminuita da 150 nodi (280 km/h) a 125 nodi (232 km/h), l'equipaggio iniziò le azioni di controllo attraverso la barra di comando, abbassando il muso, il che portò all'interruzione della salita e all'inizio della discesa, aumentando la velocità dell'aria. Gli angoli di attacco massimi non superarono i limiti operativi durante il volo.
- Dopo aver raggiunto l'altitudine di 2 300 piedi (700 m), l'aereo iniziò una brusca picchiata, con l'angolo di beccheggio che raggiunse i -75° alla fine del volo (fine della registrazione).
- L'aereo precipitò al suolo ad alta velocità (oltre 240 nodi (440 km/h)) e con un angolo di beccheggio fortemente negativo.
- Tra il momento dell'inizio della manovra di riattaccata e l'interruzione della registrazione trascorsero circa 45 secondi, mentre la discesa durò circa 20 secondi.
- I sistemi di propulsione funzionarono fino alla collisione con il terreno. L'analisi preliminare non rilevò alcun comando che possa indicare guasti a sistemi o unità dell'aereo o dei motori.

### Rapporto finale
Il 24 dicembre 2015, la IAC pubblicò il rapporto finale in cui si affermava che l'incidente era stato causato da un equipaggio non qualificato che non aveva le competenze necessarie per recuperare da un assetto eccessivamente in salita durante una procedura di riattaccata. Il go-around era stato reso necessario da un errore di posizione nel sistema di navigazione. Le carenze dei piloti erano state causate dalla mancanza di gestione della sicurezza della compagnia aerea e dalla mancanza di supervisione da parte delle autorità di regolamentazione.
Secondo il rapporto finale, durante l'avvicinamento l'equipaggio aveva iniziato un go-around, ma essendo sottoposto a un elevato carico di lavoro, che forse aveva causato un "effetto di visione a tunnel", non aveva percepito i messaggi di avvertimento relativi alla disconnessione del pilota automatico. Quando l'aereo era salito a 2 300 piedi (700 m), l'angolo di beccheggio aveva raggiunto i 25 gradi e la velocità dell'aria era scesa a 125 nodi (232 km/h). In quel momento il comandante, che non aveva mai effettuato un go-around al di fuori dell'addestramento, aveva la barra, abbassando il muso, il che aveva portato all'interruzione della salita e all'inizio della discesa e dell'aumento della velocità dell'aereo. Dopo aver raggiunto l'altitudine di 2 300 piedi (700 m), l'aereo iniziò una ripida picchiata, con l'angolo di beccheggio che raggiunse i -75° quando l'aereo impattò con il suolo. L'aereo si schiantò vicino alla pista dell'aeroporto con una velocità superiore a 450 km/h. Il tempo trascorso dall'inizio della manovra di go-around all'impatto era stato di circa 45 secondi, di cui 20 di discesa dell'aereo.